# حادثة إسقاط طائرة آر بي-47
في 1 يوليو 1960، أسقطت قوات الدفاع الجوي السوفيتية طائرة استطلاع أمريكية من طراز آر بي-47 إتش أثناء أدائها مهمة جمع استخبارات الإشارات في بحر بارنتس، بالقرب من شبه جزيرة كولا، قبالة ساحل القطب الشمالي للاتحاد السوفيتي. توفي أربعة من أفراد الطاقم الستة. وقعت هذه الحادثة بالضبط بعد شهرين من حادثة إسقاط الطائرة يو-2 الأكثر شهرة والتي تورط فيها فرانسيس جاري باورز، مما أضاف إلى التوترات الناجمة عن تلك الحادثة.
كانت الطائرة جزءًا من جناح الاستطلاع الاستراتيجي رقم 55 وأقلعت من قاعدة برايز نورتون الجوية التابعة لسلاح الجو الملكي البريطاني في المملكة المتحدة. أسقطها الطيار السوفيتي فاسيلي بولياكوف في طائرة ميج-19. كان الموقف الأمريكي هو أن الطائرة كانت في المياه الدولية، وقد أُكد ذلك لاحقًا بالمعلومات التي قدمها الجاسوس أوليج بنكوفسكي.
كان ثلاثة من أفراد الطاقم (ضباط الاستطلاع الكابتن أوسكار جوفورث، والكابتن دين فيليبس، والكابتن يوجين بوسا) في عداد المفقودين أثناء أداء المهمة، وعُثر على رفات فرد آخر (قائد الطائرة الرائد ويلارد بالم). انتشل الناجيان، الملاح الكابتن جون ر. ماكون والمساعد الكابتن فريمان "بروس" أولمستيد، بواسطة سفن صيد سمك سوفيتية وجرى احتجازهما في سجن لوبيانكا في موسكو حتى بعد تنصيب الرئيس الأمريكي المنتخب حديثًا كينيدي مباشرة، عندما أطلق سراحهما الزعيم السوفيتي نيكيتا خروشوف كبادرة حسن نية.
ظهر ماكون وأولمستيد على غلاف مجلة تايم في العدد الصادر في 3 فبراير 1961. في مؤتمره الصحفي في 21 أبريل 1961، سُئل الرئيس كينيدي عما إذا كان إسقاط التهم ضد جاسوس سوفيتي متهم كان مقابل إطلاق سراح طياري آر بي-47. وقد نفى الرئيس هذا الأمر.
نتيجة لمشاركتهما في الحادث، حصل أولمستيد ومكون على ميداليات أسرى الحرب في عام 1996 وميداليات النجمة الفضية في عام 2004، بالإضافة إلى وسام صليب الطيران المتميز.